# Ngapudaw
Ngapudaw ( Em birmanês : ငပုတော ် မြို့ ; MLCTS : nga.pu.tau-mrui. Pronúncia do birmanês: ŋəpṵdɔ̀mjo̰) é uma cidade na região de Ayeyarwady, no sudoeste da Birmânia (Mianmar). É a sede do município de Ngapudaw no distrito de Pathein . 